# 장출혈성 대장균 감염증
장출혈성 대장균 감염증(腸出血性大腸菌感染症, shigatoxigenic and verotoxigenic E. coli)은 O-157 등의 장출혈성 대장균 감염에 의하여 출혈성 장염을 일으키는 질병이다. 소수의 균주만이 인간에게 질병을 일으킨다. 보통 대장균은 사람과 동물의 장에 항상 존재하면서 대부분은 위해성이 없으나, 일부는 사람에게 식중독 등의 병을 일으키는데 이들을 병원성 대장균이라고 한다. 병원성 대장균은 발병 특성에 따라 장출혈성 대장균, 장독소형 대장균, 장 침입성 대장균 등 여러 가지로 분류되는데, 이중 장출혈성 대장균에 감염된 것을 장출혈성 대장균 감염증이라고 한다. 잠복기는 2~8일이다. 식품의약품안전처에서 음식점이나 학교 식당 등의 장소에 장출혈성 대장균 관련 식품 위생 검사를 진행한다.

## 증상
심한 경우 혈성 설사와 복통 등을 일으키기도 하지만, 피가 섞이지 않은 설사가 생기기도 하며, 때로는 아무런 증상 없이 지나갈 수도 있다. 대개 열은 나지 않으며, 5-10일이면 좋아지지만, 5세 이하의 어린이나 노인 등에서는 용혈성 요독 증후군 등의 합병증이 생겨 생명이 위독할 수도 있다.

## 치료
경구 또는 정맥으로 수분과 전해질을 신속히 보충해 준다. 항생제의 사용은 용혈요독증후군 유발 위험으로 권장되지 않는다. 급성 신부전 있을 경우 혈액 투석을 고려한다.

## 장출혈성 대장균 감염의 원인

### 원인균[4]
- 원인균은 소, 양, 염소, 돼지, 개, 닭 등 가금류의 대변에서 시가 독소를 생성하는 대장균이며, 소가 가장 중요한 병원소이다.

### 주 감염 경로[2]
- 충분히 익히지 않은 육류
- 날것으로 먹는 채소, 샐러드
- 멸균하지 않은 우유
- 사람간의 직접 전파

### 주 감염 사례[4]
장출혈성대장균은 소의 장내에 존재할 수 있는데 도축과정이나 가공과정에서 오염된 쇠고기를 충분한 온도로 가열하지 않고 조리하는 경우 균이 죽지 않고 살아남아 사람을 감염시킨다. 대부분의 발생은 소고기로 가공된 음식물에 의하며, 집단 발생은 조리가 충분치 않은 햄버거 섭취로 발생하는 예가 많다. 아주 적은 수의 균으로도 감염될 수 있기 때문에 고기 이외에도 물이나 멸균과정을 거치지 않은 생우유, 오염된 야채류 등에 의해서도 감염증이 발생할 수 있다. 또한, 대변으로 나온 균이 위생상태가 불량한 경우에 사람과 사람 사이에서 전파될 수도 있는데 특히 밀집된 환경에서 2차 감염이 잘 일어나므로 소아 집단 시설에서의 관리가 어려운 면이 있다.

## 예방[5]
- 올바른 손 씻기의 생활화: 흐르는 물에 비누로 30초 이상 손 씻기
- 안전한 음식 섭취: 음식 익혀 먹기, 물 끓여 마시기
- 위생적인 조리하기

## 대한민국 감염자 수
| #  | 2001 | 2002 | 2003 | 2004 | 2005 | 2006 | 2007 | 2008 | 2009 | 2010 | 2011 | 2012 | 2013 | 2014 | 2015 | 2016 | 2017 | 2018 | 2019 | 2020 |
| 수 | 11   | 8    | 52   | 118  | 43   | 37   | 41   | 58   | 62   | 56   | 71   | 58   | 61   | 111  | 71   | 104  | 138  | 121  | 144  | 14   |

## 같이 보기
- 푸코스
- 뮤신
- 독력